# Alexander Forsyth
Alexander Forsyth war ein Kupferschmied und Gründer des schottischen Unternehmens A. Forsyth and Son.

## Leben und Wirken
Forsyth machte in den 1890er Jahren eine Ausbildung zum Kupferschmied in der Messing- und Kupferhütte von Robert Willison im schottischen Rothes. Willison war ein wichtiger Akteur in der Welt der Kupferschmiede, mit Werken in Alloa und in Sunderland, das die Schiffbauindustrie belieferte. Im Anschluss an seine Lehrzeit arbeitete Forsyth bei Willison als Handwerker und später als Vorarbeiter. 1933 kaufte Forsyth das Unternehmen von dem sich zur Ruhe setzenden Willison und nannte es A. Forsyth and Son. Man spezialisierte sich auf die Herstellung von kupfernen hand- und später auch maschinengehämmerten Brennblasen für die Destillation von Gerstenwürze. Für die historische Molenberg-Brennerei, seit 2010 im flanderischen Blaasveld ansässig, fertigte Forsyth die ersten handgehämmerten Brennblasen Belgiens, in denen die Braugerste für den Gouden Carolus Single-Malt-Whisky destilliert wird.
Heutzutage (Stand 2022) führt Richard Ernest Forsyth in vierter Generation das sich zur Forsyth Group entwickelte Unternehmen als Geschäftsführer weiter.
Die Gruppe beschäftigt über 400 Mitarbeiter in fünf Betrieben in Schottland und einem in Hongkong, die gemeinsam eine Reihe von Dienstleistungen für die Destillations- sowie die Öl- und Gasindustrie anbieten.

## Trivia
Forsyth ist ein gälischer Name und bedeutet so viel wie „Mann des Friedens“.